# Connor Hellebuyck
Connor Hellebuyck (* 19. května 1993, Commerce, Spojené státy) je americký hokejový brankář momentálně hrající v severoamerické NHL za tým Winnipeg Jets. USA reprezentoval na MS 2014 a 2015.

## Ocenění a úspěchy
- 2015 AHL - All-Star Game
- 2015 MS - All-Star Tým
- 2015 MS - Nejnižší průměr inkasovaných branek
- 2015 MS - Nejúspěšnější brankář %
- 2015 MS - Top tří nejlepších hráčů
- 2016 AHL - All-Star Game
- 2018 NHL - All-Star Game
- 2018 NHL - Nejvíce odchytaných výher
- 2018 NHL - Druhý All-Star Tým
- 2020 NHL - All-Star Game
- 2020 NHL - První All-Star Tým
- 2020 NHL - Vezina Trophy
- 2020 NHL - Nejvíce vychytaných nul
- 2023 NHL - All-Star Game
- 2024 NHL - All-Star Game
- 2024 NHL - První All-Star Tým
- 2024 NHL - William M. Jennings Trophy
- 2024 NHL - Vezina Trophy

## Prvenství
- Debut v NHL - 27. listopadu 2015 (Minnesota Wild proti Winnipeg Jets)
- První inkasovaný gól v NHL - 27. listopadu 2015 (Minnesota Wild proti Winnipeg Jets, americkým útočníkem Ryan Carter)
- První vychytaná nula v NHL - 27. prosince 2015 (Winnipeg Jets proti Pittsburgh Penguins)

## Klubová statistika

### Základní části
| Sezona      | Tým                | Liga        | Z   | V   | P   | Pvp | MIN    | OG    | ČK | POG  | %ChS |
| ----------- | ------------------ | ----------- | --- | --- | --- | --- | ------ | ----- | -- | ---- | ---- |
| 2011–12     | Odessa Jackalopes  | NAHL        | 53  | 26  | 21  | 5   | 3085   | 128   | 3  | 2.49 | .930 |
| 2012–13     | UMass-Lowell       | HE          | 24  | 20  | 3   | 0   | 1397   | 32    | 6  | 1.37 | .952 |
| 2013–14     | UMass-Lowell       | HE          | 29  | 18  | 9   | 2   | 1747   | 52    | 6  | 1.79 | .941 |
| 2014–15     | St. John's IceCaps | AHL         | 58  | 28  | 22  | 5   | 3332   | 143   | 6  | 2.58 | .921 |
| 2015–16     | Manitoba Moose     | AHL         | 30  | 13  | 15  | 1   | 1735   | 72    | 4  | 2.49 | .922 |
| 2015–16     | Winnipeg Jets      | NHL         | 26  | 13  | 11  | 0   | 1423   | 56    | 2  | 2.34 | .918 |
| 2016–17     | Winnipeg Jets      | NHL         | 56  | 26  | 19  | 4   | 3034   | 146   | 4  | 2.89 | .907 |
| 2017–18     | Winnipeg Jets      | NHL         | 67  | 44  | 11  | 9   | 3966   | 156   | 6  | 2.36 | .924 |
| 2018–19     | Winnipeg Jets      | NHL         | 63  | 34  | 23  | 3   | 3705   | 179   | 2  | 2.90 | .913 |
| 2019–20     | Winnipeg Jets      | NHL         | 58  | 31  | 21  | 5   | 3269   | 140   | 6  | 2.57 | .922 |
| 2020–21     | Winnipeg Jets      | NHL         | 45  | 24  | 17  | 3   | 2603   | 112   | 4  | 2.58 | .916 |
| 2021–22     | Winnipeg Jets      | NHL         | 66  | 29  | 27  | 10  | 3904   | 193   | 4  | 2.97 | .910 |
| 2022–23     | Winnipeg Jets      | NHL         | 64  | 37  | 25  | 2   | 3778   | 157   | 4  | 2.49 | .920 |
| 2023–24     | Winnipeg Jets      | NHL         | 60  | 37  | 19  | 4   | 3567   | 142   | 5  | 2.39 | .921 |
| NHL celkově | NHL celkově        | NHL celkově | 505 | 275 | 173 | 41  | 29,258 | 1,281 | 37 | 2.63 | .917 |

### Play-off
| Sezona      | Tým               | Liga        | Z  | V  | P  | MIN   | OG  | ČK | POG  | %ChS |
| ----------- | ----------------- | ----------- | -- | -- | -- | ----- | --- | -- | ---- | ---- |
| 2011–12     | Odessa Jackalopes | NAHL        | 4  | 1  | 3  | 243   | 14  | 0  | 3.46 | .934 |
| 2017–18     | Winnipeg Jets     | NHL         | 17 | 9  | 8  | 1016  | 40  | 2  | 2.36 | .922 |
| 2018–19     | Winnipeg Jets     | NHL         | 6  | 2  | 4  | 360   | 16  | 0  | 2.67 | .913 |
| 2019–20     | Winnipeg Jets     | NHL         | 4  | 1  | 3  | 237   | 12  | 0  | 3.04 | .904 |
| 2020–21     | Winnipeg Jets     | NHL         | 8  | 4  | 4  | 538   | 20  | 1  | 2.23 | .931 |
| 2022–23     | Winnipeg Jets     | NHL         | 5  | 1  | 4  | 315   | 18  | 0  | 3.44 | .886 |
| 2023–24     | Winnipeg Jets     | NHL         | 5  | 1  | 4  | 275   | 24  | 0  | 5.23 | .870 |
| NHL celkově | NHL celkově       | NHL celkově | 45 | 18 | 27 | 2,739 | 130 | 3  | 2.85 | .911 |

### Reprezentace
| Rok                    | Tým                    | Soutěž                 | Z  | V | P | R | MIN | OG | ČK | POG  | %ChS |
| ---------------------- | ---------------------- | ---------------------- | -- | - | - | - | --- | -- | -- | ---- | ---- |
| 2015                   | USA                    | MS                     | 8  | 7 | 1 | 0 | 482 | 11 | 2  | 1.37 | .948 |
| 2017                   | USA                    | MS                     | 2  | 2 | 0 | 0 | 120 | 5  | 0  | 2.50 | .900 |
| Seniorská reprezentace | Seniorská reprezentace | Seniorská reprezentace | 10 | 9 | 1 | 0 | 602 | 16 | 2  | 1.59 | .930 |